# 保加尔语
保加尔语（英語：Bulgar language）是中世纪时期保加尔人主要使用的语言。它属于乌古尔-突厥语支。
公元7世纪中叶，保加尔人在伏尔加河至亚速海一带建立了自己的国家，称作“大保加利亚”。但是由于斯拉夫语族保加利亚语的影响，这种语言在多瑙河地区灭绝了。但是在伏尔加保加利亚的地区的保加尔语保留了下来，最终进化为现在的楚瓦什語。